# 澳大利亞南極領地
澳洲南極洲領地（英語：Australian Antarctic Territory，縮寫：AAT），澳洲聲稱在南極洲的海外領地，人口估計少於1,000，佔地6,118,812平方公里，居民最多的地方是東方站（提供俄羅斯建造研究站），海拔4,030米的冰穹A是最高點，国际电话区号+672。不少國家都聲稱在南極洲擁有領地，其中澳洲南極洲領地是面積最大的。

## 行政區劃

澳大利亚南极领地分区图
恩德比地
肯普地
麦克·罗伯逊地
伊麗莎白公主地
威廉二世地
玛丽皇后地
威爾克斯地（细分為五部分）
乔治五世地
奥次地

澳大利亚南极领地非正式用旗

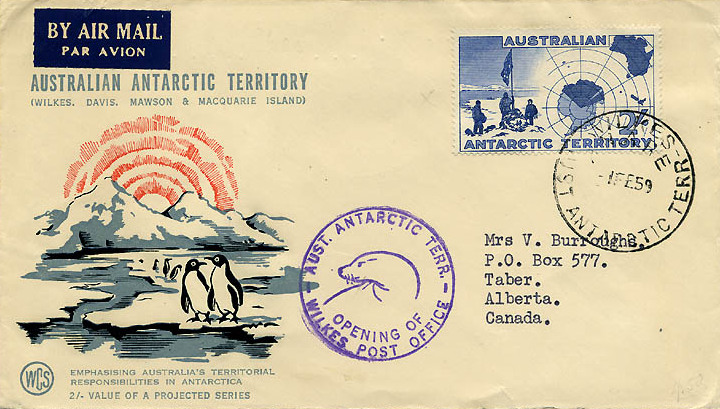
1959年发行的纪念威爾克斯地郵局開幕的纪念封

领土由西向东分为九个区：
| 編號 | 地（中譯）     | 地（原文）              |
| ---- | -------------- | ----------------------- |
| 1    | 恩德比地       | Enderby Land            |
| 2    | 肯普地         | Kemp Land               |
| 3    | 麦克罗伯特森地 | Mac Robertson Land      |
| 4    | 伊麗莎白公主地 | Princess Elizabeth Land |
| 5    | 威廉二世地     | Kaiser Wilhelm II Land  |
| 6    | 玛丽皇后地     | Queen Mary Land         |
| 7    | 威爾克斯地     | Wilkes Land             |
| 8    | 乔治五世地     | George V Land           |
| 9    | 奥次地         | Oates Land              |

## 旗幟
目前，在澳大利亚南极领地正式使用的旗帜只有澳大利亚国旗，但是有一面浅蓝色的非官方旗帜。

## 外部連結
- 澳洲南極洲領地
  - （英文）行政區劃 （页面存档备份，存于）
  - （英文）地圖
  - （英文）地名辭典